# Popis hrvatskih veleposlanika u Sjevernoj Makedoniji
Republika Hrvatska i Republika Sjeverna Makedonija održavaju diplomatske odnose od 30. ožujka 1992. Sjedište veleposlanstva je u Skopju.

## Veleposlanici
Veleposlanstvo Republike Hrvatske u Republici Sjeverna Makedonija osnovano je odlukom predsjednika Republike od 16. ožujka 1993.
| Veleposlanik         | Postavljenje       | Opoziv              | Sjedište |
| -------------------- | ------------------ | ------------------- | -------- |
| Onesin Cvitan        |                    | 31. srpnja 1997.    | Skopje   |
| Vitomir Lasić        | 23. lipnja 1998.   | 31. listopada 2000. | Skopje   |
| Aleksandar Milošević | 20. prosinca 2000. | 31. listopada 2005. | Skopje   |
| Ivan Kujundžić       | 1. studenoga 2005. | 31. prosinca 2010.  | Skopje   |
| Zlatko Kramarić      | 14. veljače 2011.  | 30. lipnja 2015.    | Skopje   |
| Danijela Barišić     | 15. kolovoza 2015. |                     | Skopje   |

## Vanjske poveznice
- Makedonija na stranici MVEP-a